# Mili Atoll
Mili (lokalt Mile) er en atol blandt Ratakøerne i i den nordlige del af Stillehavet og tilhører Marshalløerne

## Geografi
Mili ligger ca. 175 km sydøst for hovedøen Majuro.
Atollen er koraløer og har et areal på ca. 774, 6 km² med en landmasse på ca. 14,94 km² og en lagune på ca. 759,85 km². Atollen er den næststørste af Marshalløerne og består af ca. 92 øer og det højeste punkt hæver sig kun få meter o.h. De større øer er:
- Mili, hovedøen
- Enijet, eller Enejet er beliggende syd for Mili. Det er nu forbundet med en række andre øer, der danner en langstrakt sammensat ø. Den oprindelige ø Enejet, ligger yderst øst for den sammensatte ø.
- Lukenwor er en lille beboet ø syd for Mili.
- Tekewa er en beboet ø nordvest for Mili.
- Knox er en ubeboet atol ca. 2 km syd for Mili. Atollen har et total areal på ca. 4,4 km² med en længde på ca. 11 km og er ca. 2 km bred. Landmassen er på ca. 0,98 km² og en lagune på ca. 3,42 km². Atollen er den sydligste af Ratakøerne og består af ca. 18 øer. De på atollen voksende og overvejende plantede kokospalmer bliver af beboerne på naboøerne høstet til produktionen af Kopra. Knox tilhører forvaltningsmæssigt kommunen Mili.

## Kommunen
I 2011 havde kommmunen 738 indbyggere. Atollen er med kanalen, Klee Passagen, skilt fra fra den lille Knox-Atol. Forvaltningsmæssigt udgør atollen en egen kommune. Øgruppens flyvepladser Mili Island Airport (IATA-lufthavnskode "MIJ") og Enijet Airport (lufthavnskode "EJT") har kapacitet til lokale fly.

## Historie
Ratakøerne har været beboet af mikronesier siden omkring 1000 f.Kr. og nogle af øerne blev opdaget i 1526 af den spanske kaptajn Alonso de Salazar.
Mili blev den 25 juni 1788 opdaget af de britiske kaptajner Thomas Gilbert og William Marshall. Øerne havnede senere under spansk overhøjhed.
1823 landede det amerikanske hvalfangstfartøj "Globe" fra Martha's Vineyard på grund af et et mytteri. Seks af besætningen flygtede med skibet og efterlod ni mænd på øen. Da den amerikanske skonnert Dolphin ankom til øen 18 måneder senere, for at redde dem, havde øboerne dræbt alle besætningsmedlemmerne undtagen to.  
Den berygtede pirat Bully Hayes ejede Tokowa Islet på Mili i slutningen af det 19. århundrede og brugte den som base for sine operationer. 
Neuguinea-Compagnie, et tysk handelskompagni købte øgruppen af Spanien og etablerede sig på Ratakøerne fra 1885 og øerne blev da et eget forvaltningsområde til de i oktober 1885 blev et tysk protektorat og blev en af Tysk Ny Guinea.
Under 1. verdenskrig blev området besat i oktober 1914 af Japan som fik tildelt forvaltningsmandatet, Det japanske Stillehavsmandat, over området af Folkeforbundet ved Versailles-freden 1919.
Under 2. verdenskrig blev øgruppen anvendt som militærbase af Japan. Der blev etableret en radiostation, fyrtårn og en vejrstation. Garnisonen bestod af 2.045 mænd fra den Kejserlige japanske flåde og 2.237 mænd fra den Kejserlige japanske hær kejserlige japanske hær. I 1942-1943 anlagde japanerne en vandflybase og en flyveplads med tre landingsbaner (4.750 ft, 4.550 ft og 4.400 ft) og adskillige bygninger, herunder en radarstation. Øens omkreds blev befæstet med kystforsvar og luftværnsartilleri. Fra juni 1943 til august 1945 blev Mili bombet af United States Navy carrier-baserede fly og angrebet af krigsskibe. Angrebene steg i hyppighed og sværhedsgrad, efter at Majuro og Kwajalein var faldet til USA. Af den japanske garnison på 5.100 mand overlevede kun halvdelen. Den 22. august 1945 overgav den japanske garnisonskommandant sig. Derefter havnede øgruppen under amerikansk overhøjhed. 1947 udpegedes Marshalløerne sammen med øgruppen Carolinerne til "Trust Territory of the Pacific Islands" af Forenede Nationer der forvaltes af USA.
Mili er fortsat fyldt med tusinder af genstande fra 2. verdenskrig. Det er ulovligt, at disse genstande fjernes fra øerne. Jorden er stadig dækket af kratere skabt af artilleriangrebene, der varede i 30 dage for at "forberede" øen til de allieredes invasion. Tusinder af ikke eksploderet ammunition blev ødelagt af frivillige fra Peace Corps, USA i 1960'erne, men det er også i nutiden farligt at færdes på Mili. Der ligger stadig ikke-eksploderet ammunition på land og i havet.